# 眞嶋慶三郎
眞嶋 慶三郎（まじま けいざぶろう、1883年 - 1934年）は日本の伝道者、牧師、教会の指導者。

## 概略
日本救世軍に入隊し、士官として熊谷や神田の小隊長として活動した。同盟基督協会のベルグストロム宣教師を助け、中野同盟協会、飛騨高山教会、舟津教会の牧師を歴任した。松田政一らを育てた。モットーは「頭は冷たく、ハートは熱く」、即ち「熱き信仰、高き教養」で、客観性を失い、偏狭になりがちな所謂福音派と一味違う教職育成を図った。妻は日本同盟基督協会初の女性伝道者・日面リキ。

## 生涯
- 1883年12月 - 大阪市東区唐物町2丁目に眞嶋安兵衛・たみ夫妻の三男として誕生。生後間もなく父の死去にともない東京府下八王子に転居。
- 1890年4月 - 東京市本所区江東尋常高等小学校に入学し、1898年3月に卒業。
- 1901年4月 - 東京市神田区三崎町救世軍士官養成所に入学し1箇年で卒業し、救世軍士官に任じられ栃木県足利町及び埼玉県熊谷町、東京神田区等の小隊長を歴任し、基督教布教に従事。山室軍平と共に娼妓の自由廃業のために吉原の遊郭に乗り込み戦った。
- 1905年2月 - 陸軍歩兵補充兵として北海道旭川歩兵第28連隊に入営し、同38年8月病気のため召集解除。救世軍を離れ、向島本所小梅町協会に家族で出席するようになる。
- 1905年12月 - 日本同盟基督協会（日本同盟基督教団）の伝道師としてフランツ・ベルグストロム宣教師を助けて東京深川区猿江裏町講義所において基督教布教に従事。

- 1908年11月 - 東京市外中野町に日本同盟基督協会伝道開始につき同地に転じ、日本同盟基督教団中野教会の基礎を築く。傍ら淀橋町柏木聖書学院に通学し、聖書学を専攻するが1910年3月に退学。

- 1912年4月 - 東京市芝区白金今里町明治学院神学部に入学し基督教神学を修業するが、1914年3月に退学。傍ら中野教会において基督教布教に従事。
- 1915年4月 - 按手礼を受けて中野教会初代牧師となる。

- 1917年11月 - 健康を害し、岐阜県大野郡高山町三之町日本同盟基督協会高山教会牧師に転任。1920年5月まで同地において布教に従事。
- 1920年5月 - 中野教会の招聘により再度中野教会に赴任。
- 1922年10月 - 爾来外国宣教師によって経営せられつつあった日本同盟基督協会が内外人教役者及び所属教会信徒代員に依って年会を組織するに及び、挙げられて日本同盟基督協会年会書記に任じられ、同時に日本同盟基督協会理事に就任。
- 1925年5月 - 岐阜県吉城郡船津教会牧師に転じ、兼ねて日本同盟基督協会巡回布教師となる。その後、高山教会に転じることとなる。
- 1934年12月 - 急性肺炎で死去。51歳の短い生涯であったが、松田政一、上島時之助、松本廣、堀田富三、木下弘人、白川藤太郎、向山自助などの次代の牧師たち、牧会した各教会においては核となる信徒たちを育て上げた。

## 著作
「飛騨伝道の今昔」